# 하이먼 로스
하이먼 로스(Hyman Roth 1892~1959)는 프랜시스 포드 코폴라 감독이 제작한 대부2에 등장하는 인물 중 하나로 유태인 갱단 보스로 등장한다.

## 작품 속 생애
하이먼 로스는 대부2의 전편인 대부나 영화의 원작인 마리오 푸조의 대부 (소설)에는 언급조차 되지 않아 대부2 이전의 삶은 알 길이 없다. 다만 극중 대화와 마크 와인가드너가 집필한 대부 돌아오다에 따르면 로스는 비토 코를레오네의 오랜 동업자로서 캐나다-미국의 밀주 밀매를 함께 하였으며 비토 코를레오네 사후에도 코를레오네 조직과 동업 관계를 유지해온 것으로 유추된다.
로스는 비토 코를레오네를 승계한 마이클 코를레오네와 쿠바에서의 카지노 및 마약 사업을 함께 하고 마이클을 자신의 후계자로 대하면서 친밀한 관계를 유지하였다. 그러나 마이클과의 이윤 분배 과정에서 분쟁이 벌어지면서 로스는 마이클의 형인 프레도 코를레오네를 매수하여 마이클을 제거할 음모를 꾸몄고, 실제로 마이클에 대한 총격을 시도함으로써 마이클을 살해하고자 하였다. 이 시도가 실패한 뒤에는 로사토 형제로 하여금 마이클의 이름으로 펜탄젤리를 공격하게 하여 펜탄젤리를 마이클과 반목시켰다.
그러나 후에 이 모든 음모의 배후를 알게 된 마이클에 의해 반격당하게 된 로스는 쿠바 혁명으로 사업의 터전을 잃어 몰락하였고 결국 이스라엘, 아르헨티나, 파나마 등으로 망명을 시도하다가 거부되어 미국으로 귀국하였다가 마이애미의 국제공항에서 마이클이 파견한 자객에게 사살되었다.
https://www.youtube.com/watch?v=1UNJTPtmZhI
영화 대부 2에 나오는 '하이먼 로스(Hyman Roth)'는 마이어 랜스키를 모델로 삼은 가상의 인물이다.
영화에서 하이먼 로스가 기자들과 인터뷰할 때 대사까지도
마이어 랜스키가 생전에 한 이 인터뷰에서 가져온 것이다.
-I'm a retired investor living on a pension.- 등.

## 같이 보기
- 대부 2